# Karl Lagerfeld
Pour les articles homonymes, voir Lagerfeld.
Karl Lagerfeld, né le 10 septembre 1933 à Hambourg et mort le 19 février 2019 à Neuilly-sur-Seine, est un grand couturier et styliste allemand, également photographe, dessinateur, designer, réalisateur et éditeur.
Très jeune, il révèle une affinité avec la mode. En 1954, il remporte le prix du Secrétariat international de la laine ex æquo avec Yves Saint Laurent. Il fait ses classes chez Balmain et Patou puis comme indépendant. Il devient directeur artistique de la maison italienne Fendi à Rome en 1965, de la maison de haute couture Chanel en 1983, et de sa propre ligne peu après. En parallèle, dans les années 1970, il travaille également pour Chloé.
Prolifique créateur, il supervise, durant ses dernières années d'activité, une vingtaine de collections par an, toutes marques confondues. Postmoderniste, il mélange les éléments du passé et de l'histoire des maisons qu'il dirige avec des références modernes.

## Biographie

### Naissance et famille
Karl Lagerfeld, qui refusera toute sa vie de dévoiler sa date de naissance en avançant qu'il ne la connaissait pas lui-même, sème la confusion en 2013, en avouant pour la première fois, à demi-mot, qu'il est né entre 1933 et 1935 : « Ma mère avait changé la date. C’était plus facile de faire un 3 ou un 8 ». Il est né à Hambourg (Allemagne) le 10 septembre 1933. Façonnant sa légende, il n'a cessé de mentir sur son âge et de modifier le récit recomposé de sa vie (« Je ne vends que la façade, sa propre vérité on ne la doit qu'à soi-même » dit-il souvent). Karl Otto Lagerfeld est le fils d'Otto Lagerfeld (1881-1967), industriel hambourgeois, importateur de lait en conserve de la marque Carnation, puis cofondateur du fabricant allemand du lait concentré Glücksklee-Milch (de),, et de son épouse, Elisabeth Bahlmann. Sa mère, née en 1897 à Sigmaringen et morte le 14 septembre 1978 au château de Penhoët, propriété de Karl située à Grand-Champ, en Bretagne,,,,, est la fille d'Emilie Drecker et de Karl Bahlmann (de), homme politique catholique westphalien d'origine prussienne. En 1930 – séparée de sa famille et alors qu'elle travaille comme vendeuse en lingerie à Hambourg –, elle accepte la demande en mariage de l'homme d'affaires et industriel Otto Lagerfeld, veuf et père d'une petite fille, prénommée Théa. Outre sa demi-sœur Théa, Karl Lagerfeld a une sœur cachée de deux ans son aînée, Martha-Christiane, partie aux États-Unis comme jeune fille au pair en 1957 (et y vivant sous le nom de Christiane Johnson).
Karl Lagerfeld aimera recomposer la réalité en racontant que son père était un baron danois puis suédois (n'assumant pas qu'il avait continué à diriger son entreprise pendant la guerre) et que sa mère était une femme libérée qui pilotait son avion personnel. Avec le temps, il réendossera son identité germanique, jusqu'à récupérer son accent chic d'aristocrate allemand.

### Jeunesse et installation à Paris

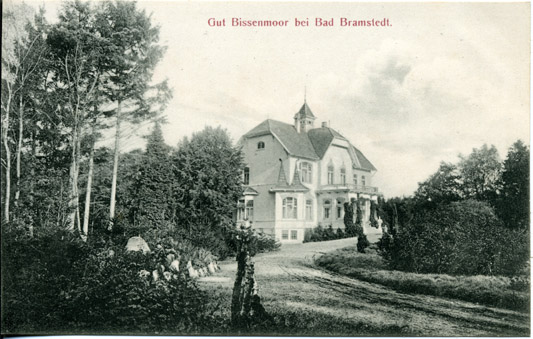
Le domaine de Bissenmoor en 1908.

En 1934, Otto et Elisabeth Lagerfeld achètent un domaine près de Bad Bramstedt dans le Schleswig-Holstein. Le domaine de Bissenmoor fait alors plus de 500 hectares. La famille y réside jusqu'en 1939, puis fait plusieurs allers-retours entre leur demeure de Blankenese, dans un quartier huppé de Hambourg, et le domaine de Bissenmoor, où elle se fixe lorsque Hambourg est en grande partie détruite par les bombardements stratégiques des Alliés lors de l'opération Gomorrhe en 1943. Le jeune Lagerfeld y suit pendant quelques années des cours à l'école privée Jürgen Fuhlendorf. Quand sa famille retourne de nouveau à Hambourg en 1949, il poursuit ses études à l'école Bismarck pendant deux ans. Sa vocation de couturier remonte précisément au 13 décembre 1949 lorsqu'il accompagne sa mère à son premier défilé de mode, celui de Christian Dior, à l'hôtel Esplanade de Hambourg, où la famille vit momentanément. Passionné de dessin, le jeune Karl se met à dessiner des modèles,. En 1952, Karl et sa mère quittent l'Allemagne et gagnent Paris, alors la capitale de la mode. Élève dans une école privée, puis au lycée Montaigne, il passe le plus clair de son temps libre à arpenter les rues de la capitale et aller au cinéma, « J’allais au cinéma, de la première séance à la dernière, pour travailler mon accent français. » Ses talents de dessinateur lui permettent de commencer à gagner sa vie en tant qu'illustrateur de mode en 1954. Le 25 novembre de cette année, il reçoit le premier prix du concours du « Secrétariat international de la laine », organisé par la marque Woolmark, pour son dessin dans la catégorie manteaux, tandis que le trophée est décerné à Yves Saint Laurent dans la catégorie robe du soir. Le couturier Pierre Balmain, qui fait partie du jury, le remarque et le recrute comme assistant de 1955 à 1962. C'est le début d'une brillante carrière professionnelle. À l'époque, Karl Lagerfeld et Yves Saint Laurent, que la presse aime à opposer, partagent le même cercle d'amis et les mêmes fêtes parisiennes, jusqu'à ce que Jacques de Bascher brise leur amitié. Avant d'être l'amour fou de Karl, ce dandy devient l'amant sadique d'Yves Saint Laurent, entraînant ce dernier dans sa débauche.

### De Pierre Balmain à Fendi
Parallèlement, Karl Lagerfeld est nommé directeur artistique chez le couturier Jean Patou en 1959, Polyglotte comme son père (il parle couramment l'allemand, le français et l'anglais), ce « mercenaire de la mode » comme il se décrit lui-même, choisit de mener une carrière de styliste indépendant contractuel et de créer des collections de mode, successivement pour la France, l'Italie, l'Allemagne et le Japon. En 1963, il innove en instaurant le prêt-à-porter et crée les accessoires de la marque de mode Chloé, durant vingt années, jusqu'en 1983. De 1965 jusqu'à sa mort en 2019, il travaille également pour la maison italienne Fendi à Rome, dont il crée le logo. Fendi et Karl Lagerfeld fêtent leur noces d'or en 2015 et marquent ainsi, ce qui restera la plus longue collaboration d'un styliste avec une maison de mode.

### Chanel
En 1983, Karl Lagerfeld est nommé directeur artistique pour l'ensemble des « collections Haute couture, prêt-à-porter et accessoires » de la maison Chanel qui à l'époque frôle la fermeture complète, et dont il doit relancer l'activité. Dans les années 1980, il choisit le mannequin Inès de La Fressange pour représenter l'image de Chanel. Elle est le premier mannequin à signer un contrat d'exclusivité avec une maison de haute couture et la première à devenir autant médiatisée dans l'histoire de la mode. L'esthétique de Karl Lagerfeld est basée sur des contrastes noir/blanc, qui étaient également les couleurs à la base du style de Coco Chanel. N'étant pas intéressé au chiffre d'affaires, ne mettant jamais son « nez dans les comptes », il est soutenu par Alain Wertheimer propriétaire avec son frère Gérard de la maison de couture et dispose d'« une liberté totale » selon ses dires.
Il choisit la chanteuse et actrice Vanessa Paradis comme principale représentante de la maison Chanel. Il la photographie à de nombreuses reprises pour des revues de mode prestigieuses et plusieurs campagnes de publicité (parfum, sacs, cosmétiques).
Début 2012, Karl Lagerfeld sélectionne un des bijoux en calcédoine de la joaillère Suzanne Belperron, dont il est un grand admirateur et collectionneur depuis 1960, pour donner le « la » de la collection printemps-été 2012 de la Maison Chanel,,,. En 2013, il réalise le court-métrage Once Upon a Time à la Cité du cinéma de Luc Besson à Saint-Denis avec Keira Knightley dans le rôle de Coco Chanel et Clotilde Hesme dans celui de sa tante Adrienne Chanel. Le 4 décembre 2018, Karl Lagerfeld apparaissait pour la dernière fois lors de son défilé des Métiers d'art à New York. Le 5 mars 2019, au Grand Palais, un public applaudit, sans lui, sa dernière collection Chanel dans un village de montagne,.

### De Chloé à H&M
En 1984, Karl Lagerfeld ouvre, avec un succès relatif, sa propre maison de prêt-à-porter, la marque « Karl Lagerfeld », qui est ensuite rachetée par le groupe Cora-Revillon. En 1991, il est à nouveau nommé directeur artistique chez Chloé pour redorer la marque en plein déclin.
Lorsque son compagnon Jacques de Bascher (de 1971 à 1989) meurt du sida, Karl Lagerfeld achète en 1990 près de Hambourg une maison qu'il nomme en son hommage Villa Jako et crée en 1992 un parfum baptisé Jako.
En 1998, il ouvre la Lagerfeld Gallery, consacrée à la photographie et aux livres avec, en sous-sol, une collection de prêt à porter féminin de luxe portant le même nom, dessinée par lui et fabriquée en Allemagne. La marque sera renommée Lagerfeld Collection sept ans après.
Pendant quinze ans, Karl Lagerfeld se déclare résident monégasque et ne paie pas d'impôts et de TVA en France. Il fait l'objet de plusieurs redressements fiscaux dans les années 1990 pour fraude à l'impôt sur le revenu déclaré et à la TVA. En 1995, il fait intervenir l'épouse du président de la République, Bernadette Chirac, une amie personnelle qu'il habille et invite fréquemment à dîner, et qui lui obtient un dégrèvement de 50 millions de francs grâce au ministre du budget, Alain Lamassoure. En 1999, son avocat fiscaliste Alain Belot contacte directement le ministre de l'Économie et des Finances, Dominique Strauss-Kahn, pour obtenir une exonération. L'ancien collaborateur de Strauss-Kahn[Qui ?] permet de ramener le rappel d'impôt à 46 millions de francs, ce qui provoque une polémique. Dominique Strauss-Kahn est soupçonné de trafic d'influence en ayant octroyé, en tant que ministre, une ristourne fiscale en échange de la remise par l'avocat d'une cassette contenant des aveux de Jean-Claude Méry, financier occulte du RPR.
Malgré l'allègement de son ardoise fiscale, Karl Lagerfeld est contraint en avril 2000 de vendre la collection de sept cents toiles de maître, de meubles et d'objets d'art du XVIIIe siècle français qu'il possède dans son hôtel particulier. La maison de vente Christie's propose à Monaco l'ensemble de la collection dans des ventes qui font date parmi les plus célèbres ventes aux enchères du XXe siècle de mobilier et d'objets d'art français du XVIIIe siècle, à l'égal des collections du couturier et mécène Jacques Doucet à Paris en 1912. Sa collection, estimée à 180 millions de francs, est dispersée pour un montant de 139 millions. Pour régler sa créance fiscale, il doit également vendre son château de Penhoët situé à Grand-Champ dans le Morbihan, pour huit millions de francs, chose faite en vingt-quatre heures à son amie Chantal Salas-Perez (morte en 2011, le château appartenant maintenant à son fils Arnaud Henry Salas-Perez).

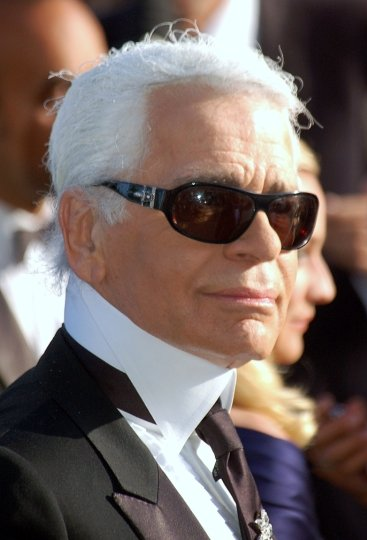
Karl Lagerfeld au Festival de Cannes 2007.

Le couturier lance une « collection capsule » de prêt-à-porter de trente vêtements pour H&M, en 2004. Dans certaines boutiques, la collection est vendue en quelques minutes. Irrité par le peu de vêtements mis en vente dans les magasins de la chaîne, et devant la déception des clients repartis bredouilles, Lagerfeld déclare : « Je trouve pénible que H&M ait contrarié tant de gens. C'est du snobisme dans l'antisnobisme ».
Au cours de sa carrière, Karl Lagerfeld a dessiné plusieurs costumes pour le monde du spectacle : opéra de la Scala de Milan, opéra de Florence, ballets de Monte-Carlo. Au cinéma, il a conçu les tenues extravagantes du film Talons aiguilles de Pedro Almodóvar et celles de Callas Forever de Franco Zeffirelli. Le styliste a aussi créé une tenue pour Lady Gaga à l'occasion du lancement de son Gaga's Workshop en novembre 2011. Il a également dessiné des tenues de scènes pour des tournées de Kylie Minogue et Madonna.
En 2007, deux ans après avoir revendu toutes ses marques (la Lagerfeld Gallery, une collection sous licence pour hommes et femmes et des accessoires, la boutique parisienne de la Rive Gauche et la boutique de Monaco) à Tommy Hilfiger pour 30 millions de dollars, Karl Lagerfeld lance une nouvelle ligne, K par Karl. En parallèle, il est rejoint chez Chanel par Amanda Harlech, l'ancienne consultante de John Galliano.
Il crée en 2012 une nouvelle marque en vente exclusivement sur le site internet Net-a-Porter, nommée KARL,. En novembre, il est élu « styliste le plus influent des 25 dernières années ». Ses multiples activités reposent sur une large équipe de stylistes qui l'assistent chez Fendi, Chanel ou pour sa propre marque.

### Activités annexes
À Paris, après avoir vécu place Saint-Sulpice, Karl Lagerfeld emménage en 1978 dans une aile de l'hôtel Pozzo di Borgo, qu'il quitte en 2010 pour un appartement 17 quai Voltaire où il réside jusqu'à sa mort.

#### Parfums
Karl Lagerfeld commence en 1989 une collaboration avec la marque de parfums Fabergé du groupe Unilever.
En 2008, il travaille pour la marque Coty sur une nouvelle ligne de parfums, société qu'il quitte en octobre 2012 avant de travailler pour Interparfums, avec lequel il lance le 11 mars 2014 deux parfums (pour hommes et femmes). L'entreprise distribue les lignes de parfums Karl Classic (1978), Karl Lagerfeld Femme et Karl Lagerfeld Homme (2014), Private Klub (2015) et Les Parfums Matières (2017).

#### Photographie et édition
Karl Lagerfeld a également une activité de photographe à partir de 1989[réf. nécessaire].
Il publie de nombreux livres de photographie édités chez l'éditeur allemand Gerhard Steidl. L'architecture, le corps humain et l'univers du luxe sont alors ses thèmes principaux. Il remporte en 1996 le Prix culturel de la Société allemande de photographie.
Du 16 octobre 2015 au 20 mars 2016, il expose son œuvre photographique à la Pinacothèque de Paris, A Visual Journey. En 2016, il réalise un portfolio de 19 artistes dans Madame Le Figaro du 15 janvier.
Il est par ailleurs propriétaire de la librairie 7L — spécialisée en particulier dans la photographie — et d'une maison d'édition du même nom, rue de Lille dans le 7e arrondissement.

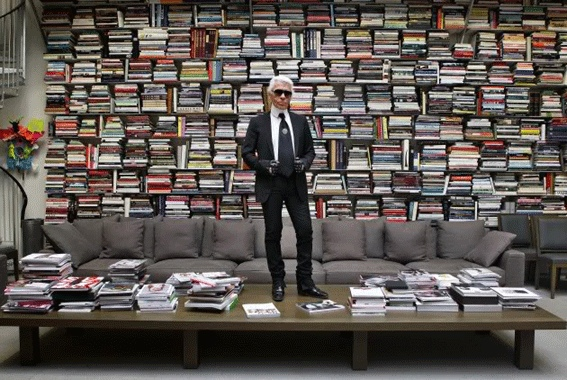
Karl Lagerfeld dans sa bibliothèque.

Grand lecteur (sa bibliothèque personnelle compte environ trois cent mille ouvrages), il achetait quatre cents nouveaux livres par mois (en anglais, en français et en allemand) qu'il disséminait dans ses résidences de Biarritz, Paris, Rome, Monaco ou New York.

#### Autres activités
En 2000, voulant retrouver une taille fine pour entrer dans les vêtements très cintrés que Hedi Slimane crée alors pour Dior Homme, Karl Lagerfeld entreprend sous la direction du docteur Jean-Claude Houdret un régime draconien, qui lui fera perdre 43 kilos en treize mois. Ils en tireront un livre à succès, Le Meilleur des régimes.
En 2004, il dessine pour la maison Chanel les deux timbres de la Saint-Valentin, émis par La Poste française,.
En 2006, il joue son propre rôle dans le film La Doublure de Francis Veber et sort une compilation Les musiques que j'aime. En 2007, il est le protagoniste principal d'un documentaire, Lagerfeld Confidential de Rodolphe Marconi. Il prête également sa voix à Fabu, le méchant de Totally Spies! Le film, et crée une bûche de Noël pour le traiteur Lenôtre.
En 2008, il accepte d'être l'animateur de la station de radio « K109 The Studio » sous le nom de DJ Karl sur la bande son du jeu vidéo Grand Theft Auto IV,. La même année, il pose pour une publicité de la sécurité routière en portant un gilet réfléchissant sur son costume au bord d'une route, avec pour slogan : « C'est jaune, c'est moche, ça ne va avec rien, mais ça peut vous sauver la vie ».
Toujours en 2008, il s'occupe de l'architecture d'intérieur de la Isla Moda, un îlot consacré à la mode à Dubaï.
En 2009, il prête sa voix dans le morceau Rondo Parisiano du groupe de musique électronique SomethingALaMode, qui avait composé la musique de son défilé « Chanel Croisière » en mai 2009. Il habille l'édition « coffret de Noël » du Petit Larousse illustré.

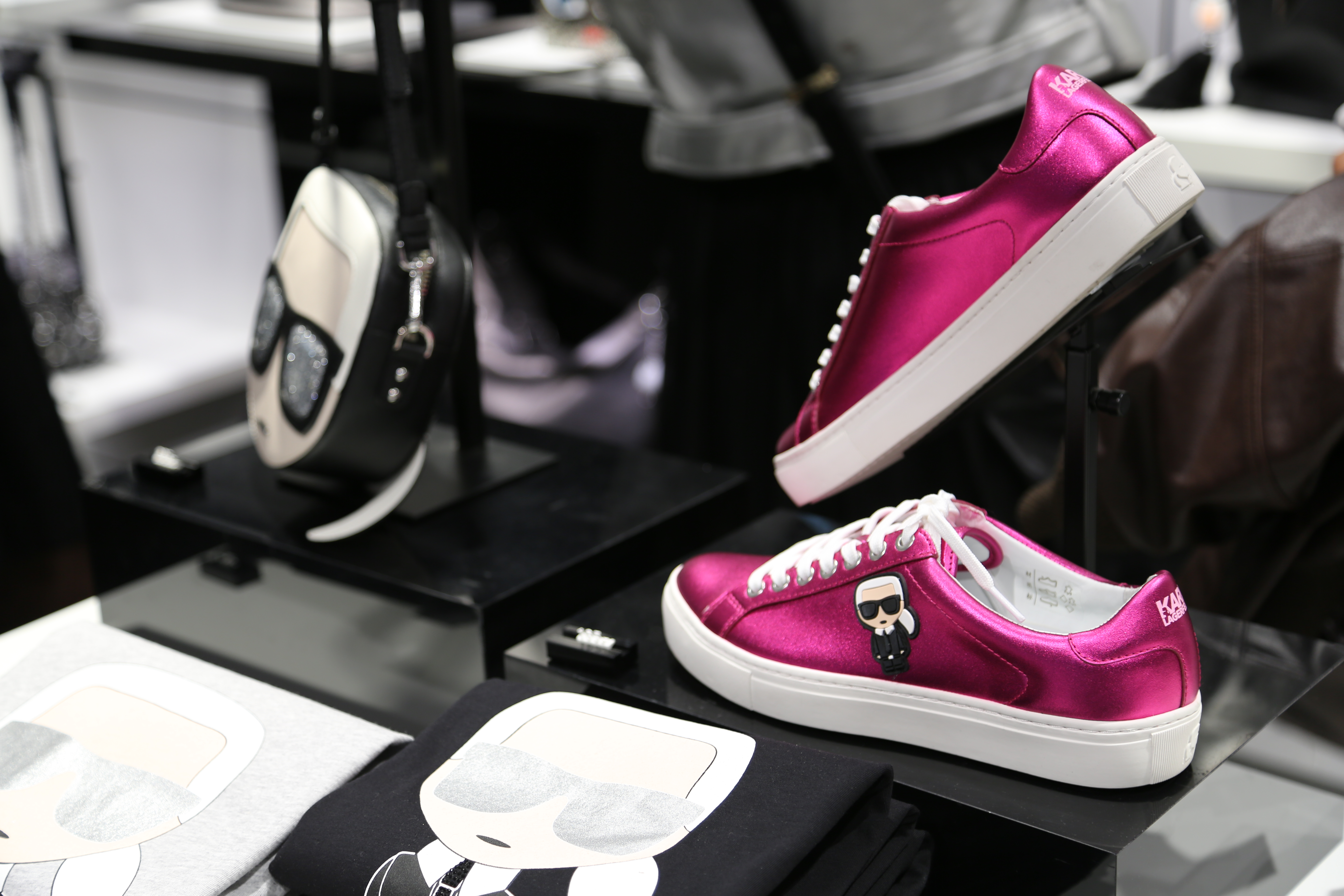
Divers produits (chaussures, sacs) siglés portant l'estampille « Karl Lagerfeld » dans un magasin de Düsseldorf.

En 2010, il rhabille une bouteille de Coca-Cola Light à son effigie et « relooke » le journal Libération dans son édition du 22 juin 2010.

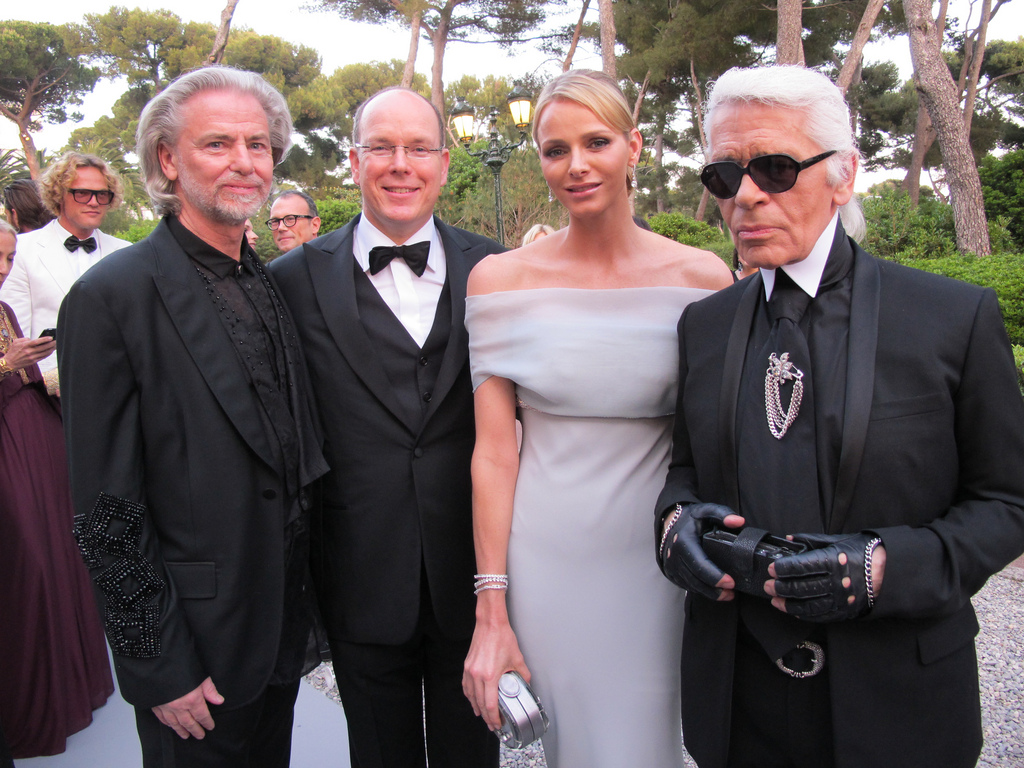
De droite à gauche : Karl Lagerfeld, la princesse Charlène, le prince Albert II de Monaco et le confiseur lors du festival de cinéma contre le sida en 2011.

En 2011, il s'associe avec la marque Optic 2000 pour créer 55 modèles de paires de lunettes. Il dessine également le nouveau maillot de l'équipe de France de football. Il rhabille trois nouvelles bouteilles Coca-Cola Light. Il tourne dans un spot publicitaire de la marque Volkswagen et réalise une série de publicités pour les glaces Magnum. En avril de la même année, il commente pour France Télévisions le mariage de Catherine Middleton et du prince William ainsi que le jubilé de la reine Élisabeth II avec Stéphane Bern et Marie Drucker. Il illustre le calendrier Pirelli de cette année et réalise une quatrième collection de quinze pièces pour la marque Hogan.
En 2012, il devient le rédacteur en chef du journal Metro pour l'édition du 6 février 2012 et apparaît dans le clip de Jean-Roch auprès de Snoop Dogg, jouant le rôle de Dieu. Il signe le numéro de mai 2012 d’Architectural Digest dans lequel il expose son appartement parisien, ses derniers projets et sa collection de bijoux de la joaillière Suzanne Belperron.
En décembre 2011, il est chargé de la scénographie de la 26e Biennale des antiquaires, qui a lieu au Grand Palais du 14 au 23 septembre 2012. Alors que le 31 mars 2013 l'hôtel de Crillon ferme ses portes pour des travaux qui dureront 4 ans, l'architecte libanaise Aline Asmar d'Amman, chargée de l'architecture d'intérieur et de la décoration du palace, invite le couturier à repenser les Grands Appartements. Un an plus tard, c'est un palais prodigieux 5 étoiles, le Karl Lagerfeld Macau, situé au coeur de l'ancien comptoir marchand portugais, que Lagerfeld imagine entièrement. Il sera inauguré avec faste le 10 juin 2023, près de quatre ans après sa disparition.
En 2016, il se lance dans le design en immobilier américain. En partenariat avec Eddie Trump Group et Jules Trump, il contribue à la conception de deux espaces résidentiels à proximité d’une plage de Miami.

### Mort
Karl Lagerfeld meurt le 19 février 2019 à l'hôpital américain de Paris à Neuilly-sur-Seine, des suites d'un cancer de la prostate, comme le révèlera Sébastien Jondeau, son garde du corps, et non du pancréas comme annoncé par de nombreux médias,,. Ses obsèques sont célébrées le 22 février 2019 à Nanterre. Karl Lagerfeld est ensuite incinéré. Conformément à sa demande, une partie de ses cendres sont mêlées à celles de sa mère, l'autre partie à celles de Jacques de Bascher, son compagnon jusqu'à sa mort en 1989, dans un endroit tenu secret. Le 20 juin, un hommage intitulé « Karl for ever » lui est rendu sous la verrière du Grand Palais ; le Tout-Paris et nombre de personnalités sont présentes.
Le Met Gala 2023, qui s’est déroulé le lundi 1er mai au sein du Metropolitan Museum of Art de New York, rendait hommage au célèbre créateur de mode avec pour thème « Karl Lagerfeld : A Line of Beauty ». Parmi les célébrités présentes pour lui rendre hommage, Nicole Kidman, Naomi Campbell, Dua Lipa et Gisele Bundchen ont choisi des looks sortis tout droit des archives de la maison Chanel. De nombreuses autres personnalités proches du défunt étaient présentes comme Carla Bruni, Kate Moss ou encore Cara Delevingne.

## Prises de position et polémiques

### Migrants
En novembre 2017, Karl Lagerfeld qualifie les migrants établis en Allemagne d'« ennemis » des Juifs. Critiquant la politique d'accueil des migrants de la chancelière allemande Angela Merkel, il déclare : « On ne peut pas […] tuer des millions de Juifs pour faire venir des millions de leurs pires ennemis après ».
En mai 2018, il déclare envisager de renoncer à la nationalité allemande en raison de la politique migratoire d'Angela Merkel, qui a selon lui provoqué l'émergence du parti AfD en Allemagne.

### Accusations de misogynie
En 2018, dans le magazine Numéro, il affirme, à propos du mouvement MeToo qui dénonce le harcèlement et les violences sexuelles : « Si vous ne voulez pas qu'on vous tire la culotte, ne devenez pas mannequin ! Rejoignez plutôt l'union des Ursulines. Il y aura toujours une place pour vous au couvent. Ils recrutent même ! ». Il qualifie en outre les mannequins qui ont pris la parole pour dénoncer les violences sexuelles à leur encontre de « toxiques » et de « sordides créatures ». Ces propos lui attirent une réputation de misogynie et la réprobation de plusieurs personnalités, mannequins, et associations, telles la Model Alliance, association de défense des droits des mannequins,.

### Accusations de grossophobie
En 2009, Karl Lagerfeld affirme, dans l’hebdomadaire allemand Focus : « Personne ne veut voir des femmes rondes dans la mode », ou « Vous avez de grosses bonnes femmes assises avec leur paquet de chips devant la télévision qui disent que les mannequins minces sont hideux ». En 2013, sur le plateau de l'émission Le Grand 8, il reprend : « Le trou de la sécurité sociale, c'est aussi toutes les maladies attrapées par des gens trop gros »,.

## Distinctions

### Récompenses
- 1986 : Dé d'or pour la maison Chanel[34]
- 1991 : Prix international du Conseil des créateurs de mode américains[46]
- 1996 : Prix culturel de la Société allemande de photographie[107]
- 2002 : Prix Geoffrey Beene du Conseil des créateurs de mode américains[108]
- 2017: Prix John B. Fairchild de WWD[109]

### Décorations
- Officier de l'ordre du Mérite de la République fédérale d'Allemagne (1985)[110]
- Commandeur de la Légion d'honneur (2010)[111]

### Hommage
- En 2019, une espèce d'araignée nouvellement découverte en Australie est nommée Jotus karllagerfeldi, en hommage au grand couturier[112].

## Filmographie

### Cinéma
- 1972 : L'Amour d'Andy Warhol : Karl
- 2006 : La Doublure de Francis Veber (lui-même)
- 2007 : Lagerfeld Confidentiel (lui-même, documentaire)
- 2008 : Valentino, the last emperor[113] (lui-même, apparition, documentaire sur Valentino Garavani)
- 2009 : La Traversée du désir (lui-même, documentaire)
- 2009 : Totally Spies! Le film (Fabu, voix)
- 2009 : The September Issue (lui-même, documentaire)
- 2010 : Picture me, le journal vérité d'un top model[114] (lui-même, documentaire)
- 2011 : Hollywoo (lui-même)
- 2015 : Lolo : (lui-même)

### Télévision
- 2005 : Signé Chanel (lui-même, documentaire)
- 2008 : Karl Lagerfeld - Un roi seul (lui-même, documentaire)
- 2010 : The Red Carpet Issue (lui-même, documentaire)
- 2011 : Le jour d'avant (lui-même, série documentaire)
- 2012 : Fashion ! (lui-même, série documentaire)

### Costumier
Karl Lagerfeld a également été collaborateur artistique et costumier pour de nombreux films, mais aussi réalisateur de plusieurs courts-métrages.
- 1972 : Docteur Popaul : styliste et coordinateur du film.
- 1973 : Les Noces rouges
- 1975 : The Black Bird (en)
- 1976 : Maîtresse : costumier[115]
- 1976 : Folies Bourgeoises
- 1978 : Banco à Las Vegas
- 1987 : Le Festin de Babette : costumier de l'actrice Stéphane Audran[115].

## Ouvrages

### Livres de photographies et livres sur la mode
- Big nudes, photographies d'Helmut Newton, Karl Lagerfeld, Munich, Schirmer-Mosel, 1990, 88 p.  (ISBN 3-88814-559-7)
- Photographies, préface Patrick Mauriès, Paris, Contrejour, coll. « Cahier d'images », 1991, 55 p.  (ISBN 2-85949-119-8). Livre de photographies publié à l'occasion de la rétrospective Karl Lagerfeld et du lancement de son parfum Photo.
- Mes plus belles photos, 1994.
- Claudia Schiffer, photographies de Karl Lagerfeld, Paris, Éditions n°1, 1995, [116] p.  (ISBN 2-86391-704-8). 100 photographies de la top model Claudia Schiffer, choisies par elle, prises par Karl Lagerfeld en marge des séances de pose des campagnes publicitaires Chanel.
- Off the record, 1995.
- L'Allure de Chanel, Paul Morand, ill. Karl Lagerfeld, Paris, Hermann, 1996, 210 p.  (ISBN 2-7056-6316-9). L'histoire visuelle et textuelle d'une époque et d'une mode où se croisent l'intelligentsia parisienne des années 1920 et Coco Chanel.
- Visionen, 1999.
- Casa malaparte, 1998.
- Tadao Vitra House, 1999.
- Escape from Circumstances, 2000.
- Akstrakt, d'Eric Pfrunder, Göttingen, Steidl Verlag, 2000, non paginé.  (ISBN 3-88243-873-8)
- Alan Seeger, the complete works, 2001.
- Villa Noailles, 2001.
- Portfolio, 2002.
- Waterdance bodywave, 2002.
- Les Vases de Ciboure : l'illusion de l'idéal, Karl Lagerfeld, Göttingen, Steidl, 2005, [62] p.  (ISBN 3-88243-073-7)
- Back stage and front row, 2005.
- 7 fantasmes of a woman, 2006.
- Konkret Abstrakt Gesehen, 2007.
- Metamorphoses of a American, 2008.
- Trait par Trait, 2008.
- Abstract Architecture, 2008.
- You can leave your hat on, 2008.
- Modern Italian Architecture, 2008.
- Come Back of Aymeric Brias, 2010.
- Chanel : sa vie, Justine Picardie, trad. Lionel Leforestier, ill. Karl Lagerfeld, Göttingen, Steidl, 2011, 395 p.  (ISBN 978-3-86930-168-6). À partir de documents d'archives, Justine Picardie éclaire la vie de Gabrielle Chanel (1883-1971) de son enfance en orphelinat en Corrèze à ses derniers jours à l'hôtel Ritz à Paris.
- Passion papier : parfum, Geza Schoen, Gerhard Steidl, texte Karl Lagerfeld, Günter Grass, Tony Chambers, trad. Lionel Leforestier, Göttingen, Steidl, 2012,  (ISBN 978-3-86930-507-3). Livre, de différents auteurs dont Karl Lagerfeld, dans lequel se trouve un flacon du parfum Passion papier du créateur Geza Schoen inspiré par l'arôme de l'encre et du papier.
- La Petite veste noire : un classique de Chanel revisité, Karl Lagerfeld et Carine Roitfeld, Göttingen, Steidl, 2012,  (ISBN 978-3-86930-482-3), rééd. 2014,  (ISBN 978-3-86930-826-5). K. Lagerfeld et la styliste C. Roitfeld réinterprétent librement la petite veste noire de Chanel portée par différents acteurs, musiciens, modèles ou créateurs de mode.
- Choupette : la vie enchantée d'un chat fashion, photogr. Karl Lagerfeld, édité par Patrick Mauriès & Jean-Christophe Napias, Paris, Flammarion, 2014, 123 p. ,  (ISBN 978-2-08-131282-1)
- Second floor, Sam Taylor-Johnson, textes de Justine Picardie et Karl Lagerfeld, Göttingen, Steidl, 2014, 64 p. ,  (ISBN 978-3-86930-264-5). Recueil de photographies réalisées en 2010 dans l'appartement de Coco Chanel.
- Chanel shopping center, Göttingen, Steidl, 2015, 160 p. ,  (ISBN 978-3-86930-821-0). Défilé Chanel automne-hiver 2014-2015 au Grand Palais à Paris.
- L'Agenda selon Karl : 2015, édité par Patrick Mauriès et Jean-Christophe Napias, création graphique et ill. Charles Ameline, Paris, Flammarion, 2014,  (ISBN 978-2-08-135288-9). Agenda 2015 avec des aphorismes de K. Lagerfeld et les dates des temps forts de la mode : Fashion week, défilés Chanel, etc.

### Livres pratiques
- Le Meilleur des régimes : 3D, Karl Lagerfeld, Jean-Claude Houdret, trad. de l'allemand par Odile Demange, Paris, le Grand livre du mois, 2002, 207 p. . Contient aussi : "Le régime est l'unique jeu où l'on gagne quand on perd", entretien de Ingrid Sischy avec Karl Lagerfeld  (ISBN 2-7028-7433-9)
- Le Meilleur des régimes, Karl Lagerfeld, Jean-Claude Houdret, entretien de Ingrid Sischy avec Karl Lagerfeld, trad. de l'allemand par Odile Demange, Paris, J'ai lu, coll. "Bien-être Diététique" n° 9198, 2010, 253 p.  (ISBN 978-2-290-02296-2). Exposé de la méthode pour perdre du poids "spoonlight" mise au point par J.-C. Houdret et suivie par K. Lagerfeld. Avec des conseils en matière de dermatologie, cosmétique et 120 recettes.

### Livre d'entretien
- Le Monde selon Karl, propos réunis par Jean-Christophe Napias et Sandrine Gulbenkian avec la complicité de Patrick Mauriès, ill. Charles Ameline (2013). Cet ouvrage est un recueil de ses petites phrases appelées karlismes, néologisme inventé par le couturier[116].

### Préfaces
- Helmut Newton, préface Karl Lagerfeld, Paris, Centre national de la photographie, coll. "Photo poche" n° 26, 1986, 144 p.  (ISBN 2-86754-034-8)
- Madonna superstar : photographies, Munich, Schirmer-Mosel, 1988, 95 p.  (ISBN 3-88814-519-8). Portraits de Madonna, rockstar des années 80, par de célèbres photographes.
- Gilbert Poillerat : maître ferronnier, texte de François Baudot, préf. de Karl Lagerfeld, Paris, Hazan, 1992, 332 p.  (ISBN 2-85025-298-0)
- La Peinture mondaine de 1870 à 1960, Patrick Chaleyssin, suivi de La mission du portrait par Madame la duchesse de Gramont, préf. de Karl Lagerfeld, photogr. de Thierry Vasseu, [Nouv. éd.]. Paris, Bibliothèque de l'image, 1999, 128 p.  (ISBN 2-909808-65-3)
- Boutons de manchettes, Jean-Noël Liaut, Bertrand Pizzin, Paris, Assouline, 2002, 79 p.  (ISBN 2-84323-349-6)
- Une dernière danse ? : 1970-1980, journal d'une décennie, photos Philippe Morillon, préf. Karl Lagerfeld, compilation d'articles d'Yves Adrien, Roland Barthes, Alain Pacadis et Paquita Paquin, Göttingen, Steidl, 2009, 204 p.  (ISBN 978-3-86521-221-4). Photographies de P. Morillon de personnalités du show business dans les lieux branchés des années 1970 et 1980.
- Misia, l'inspiratrice, Jo Frémontier, préf. Karl Lagerfeld et Gerhard Steidl, Göttingen, Steidl, 2012, 240 p.  (ISBN 978-3-86930-481-6). Portrait de Misia Sert (1872-1950), égérie de nombreux peintres, poètes et musiciens du début du XXe siècle.

## Dans la culture populaire

### Caricatures
En 1997, Karl Lagerfeld devient la première personnalité de la mode à avoir sa marionnette aux Guignols de l'info,. Il est aussi régulièrement caricaturé par l'imitateur Laurent Gerra en tant que directeur excentrique de la maison Chanel aux propos acides et décomplexés, son personnage étant notamment obligé d'« aller tirer la gueule à la boutique » tout en ayant horreur de ses clientes, qu'il surnomme les « pouffes de la Haute », ainsi que ses collègues du monde de la mode John Galliano ou Jean-Paul Gaultier qu'il ne cesse de critiquer,.

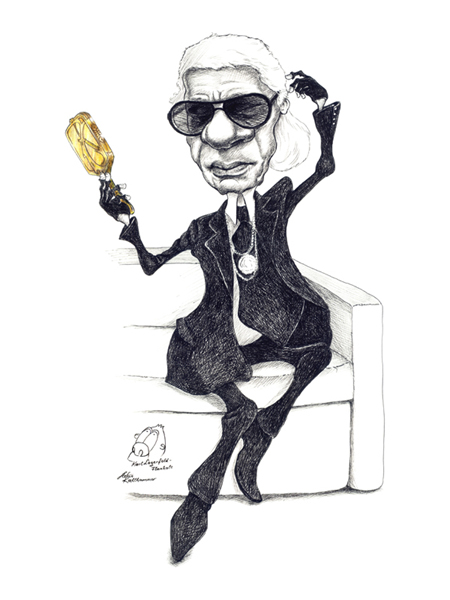
Caricature de Karl Lagerfeld par Stefan Kahlhammer.

En 2000, le couturier se construit un nouveau personnage en s’imposant un régime draconien grâce auquel il perd 42 kilos. À la même époque, le créateur « troque ses blouses à lavallière et son éternel éventail pour un look SM chic ». Il donne ainsi naissance à ce qu’il appelle une seconde « marionnette » (lunettes noires, catogan blanc et cheveux poudrés de shampoing sec, chemises Hilditch & Key, faux col rigide agrémenté d'une large cravate de soie rehaussée d'une épingle à cravate, gants noirs ou mitaines à gouttes surpiqués en cuir, jeans ou slim en cuir) qui masque avantageusement les signes de l'âge.
- En 2014, son personnage est évoqué dans l'opéra Platée de Jean-Philippe Rameau, mis en scène par Robert Carsen avec une chorégraphie de Nicolas Paul et donné à l'Opéra Comique de Paris.
- Dans la série d'animation Dofus : Aux trésors de Kerubim, il apparait en personnage dans l'épisode "Le procès" (Épisode 42)[122]
- Il est caricaturé dans la série de bande dessinée Les Psy, tome 12, sous le nom de T. Delucca[123].
- Son alter ego apparaît dans l'épisode 1 du dessin-animé Moot-Moot, « L'Enfer de la Mode »[124].
- Un poney du nom de Hoity Toity porte ses traits dans un épisode de la série My Little Pony[125].
- Il est caricaturé dans la chanson Karl LagerFlow de Disiz.
- Il apparaît dans Oggy et les Cafards (saison 4, épisode 223, Oggy et l'œuf de Pâques).
- Dans la série Kaeloo (saison 2, épisode 30), le personnage de Mr. Chat adopte le style vestimentaire et capillaire de Karl Lagerfeld.

### Apparitions dans des romans
- Dans sa bande dessinée Karl's Secrets, Tiffany Cooper
- Il est un personnage secondaire du livre La Possibilité d'une île, 2005, de Michel Houellebecq.
- Karl Lagerfeld apparaît aussi dans les romans Tibère et Marjorie, 2010, de Régis Jauffret et Photo-Photo, 2010, de Marie Nimier.
- Trois définitions de l'amour de Caroline Bongrand, Robert Laffont, 2013, 355 p.  (ISBN 978-2-221-13367-5). Dans ce roman, Gilles, chimiste d'un groupe américain de cosmétiques, est chargé de créer, pour le compte de Karl Lagerfeld, un parfum rendant amoureux qui le sent.
- Karl Lagerfeld est cité à de nombreuses reprises dans Le diable s'habille en Prada.
- Marie-Noëlle Demay publie, en mai 2018, chez Flammarion, Le Crocodile devenu le sac à main de Karl Lagerfeld  (ISBN 978-2-08-143309-0), roman dans lequel le couturier occupe une place non négligeable.
- Anne Loyer et Alice Dufay publient en février 2020 aux éditions les petites moustaches Karl Lagerfeld, un docu-fiction où il est le personnage principal. L'ouvrage se compose d'une fiction inspirée par l'enfance du créateur, d'une biographie sous forme de questions-réponses et d'un abécédaire illustré.

Dans le film Permis de construire (2021) d'Éric Fraticelli, le « personnage détonnant » de Müller, « architecte flamboyant » interprété par Simon Abkarian, est fortement inspiré par Karl Lagerfeld.

### Apparitions dans des films
- Il est interprété par Nikolai Kinski dans le film Yves Saint Laurent de Jalil Lespert, 2014.
- Il est interprété par Daniel Brühl dans la série Becoming Karl Lagerfeld[127].

### Jouets
- En 2008, un ours en peluche Steiff est créé à son effigie.
- En 2014, sa poupée entre dans la gamme Barbie[128].

## Animal de compagnie
Karl Lagerfeld possède à partir de 2011 un animal de compagnie qu'il a médiatisé, une chatte dite « sacré de Birmanie » nommée Choupette, née le 15 août 2011. Appartenant à l'origine au mannequin Baptiste Giabiconi, Choupette a été dépossédée de son maître par son gardien. Lagerfeld explique ce changement de propriétaire dans Closer : « Baptiste Giabiconi m'a demandé de m'en occuper pour deux semaines, pendant son absence. Mais j'ai ensuite refusé de la lui rendre. Elle est trop mignonne ».
Source d'inspiration pour le directeur artistique de Chanel, Choupette est aussi le modèle publicitaire de plusieurs marques, comme Shū Uemura ou Opel. Riche et célèbre, elle a généré près de trois millions d'euros en 2014 selon l'hebdomadaire La Tribune,. Sa première apparition médiatique a eu lieu sur le réseau social Twitter le 16 janvier 2012 lorsque Stephen Gan, rédacteur en chef de V, a tweeté une photo d'elle dans l'appartement de Lagerfeld.
En février 2015, Karl Lagerfeld confie à CNN être « tombé amoureux » de Choupette et avoir pris les dispositions testamentaires nécessaires destinées à pourvoir à ses besoins. Le mois suivant, il poursuit dans la même veine sur France 3 lors de l'émission Le Divan, affirmant : « Elle a sa propre petite fortune, c'est une héritière : s'il m'arrive quelque chose, la personne qui s'en occupera ne sera pas dans la misère. L'argent des pubs où elle apparaît a été mis de côté pour elle »,.